# Friedrich von Scholtz
Boje Friedrich Nikolaus von Scholtz (24 de marzo de 1851, Flensburg - 30 de abril de 1927, Ballenstedt) fue un general alemán, quien sirvió como comandante de XX Cuerpo y el 8.º Ejército del Imperio alemán en el frente oriental en la Primera Guerra Mundial y después como comandante del Grupo de Ejércitos Scholtz en el frente macedonio.

## Primeros años
Creció en Ballenstedt, la carrera militar de Scholtz empezó en 1870 en Rendsburg como cañonero en la artillería y oficial cadete. Más tarde ese año se hizo voluntario para la Guerra franco-prusiana. Después de la guerra, estudió en la Academia Militar en Potsdam y el 9 de marzo de 1872 se calificó como oficial artillero con el rango de teniente. Entre 1874 y 1876, estudió en la escuela de artillería en Berlín y en 1901 fue promovido a coronel. En 1908, fue seleccionado como comandante de la 21.ª División del Ejército Imperial y el 1 de octubre de 1912 fue ascendido a General de Artillería y se le dio el mando del XX Cuerpo de Ejército.

## Primera Guerra Mundial

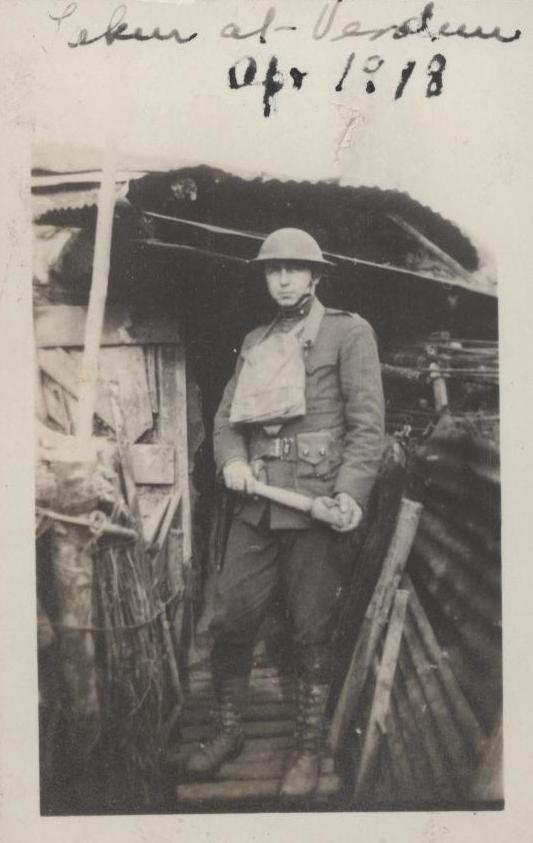
La carta de un soldado británico en la batalla de vendun

Con el estallido de la Primera Guerra Mundial, Scholtz fue transferido junto con su cuerpo de ejército al frente oriental donde tomó parte en la Batalla de Tannenberg y la Batalla de Lodz. El 26 de mayo de 1915, fue elegido comandante del 8.º Ejército y fue enviado a asegurar las líneas en Verdún.
El 22 de abril de 1917, Scholtz fue transferido a los Balcanes, donde remplazó al General Otto von Below como comandante del grupo de ejércitos consistente en el 11.º Ejército alemán y el 1.º Ejército búlgaro. Su fuerza estaba compuesta casi enteramente por unidades búlgaras, ya que las fuerzas alemanas habían sido extraídas de los Balcanes. El 11.º Ejército no era una excepción, y para 1918 tenía seis divisiones de infantería búlgara y una división de infantería con el estado mayor alemán pero compuesta por unidades búlgaras. Scholtz maniobró para coordinar las actividades en el frente macedonio y alcanzó una buena reputación entre los aliados búlgaros de Alemania.
En septiembre de 1918, las fuerzas Aliadas lanzaron una ofensiva bajo el mando del General francés Louis Franchet d'Espèrey, una ofensiva a lo largo del valle del río Vardar contra el Grupo de Ejércitos "Scholtz". Los Aliados maniobraron para romper las líneas del 11.º Ejército y para obligar a Scholtz a ordenar una retirada en el sector de Dobro Polje, pero el Primer Ejército Búlgaro había alcanzado una victoria en la Batalla de Doiran. De modo que ahora las fuerzas Aliadas avanzaban hasta Vardar, pero sus flancos estaban expuestos a un posible ataque del ala derecha del 11.º Ejército, que todavía luchaba en buen orden, y del 1.º Ejército búlgaro. El General Scholtz sin embargo pensó que tal ataque no estaba lo bastante preparado y prefirió ordenar una retirada general de su grupo de ejércitos, esperando que la situación se estabilizara.
El Cuartel General de su Grupo de Ejércitos fue trasladado de Skopje a Jagodina, pero la situación continuó deteriorándose, y algunos soldados búlgaros incluso se amotinaron y se dirigieron hacia Sofía. Esto forzó la capitulación de Bulgaria el 29 de septiembre de 1918. Estas noticias fueron un golpe para los oficiales búlgaros que servían en unidades del ala derecha del 11.º Ejército, pero finalmente obedecieron deponer sus armas. Como último gesto, algunos de ellos demoraron a los Aliados el tiempo suficiente para que los soldados y oficiales alemanes que luchaban con ellos pudieran retirarse y escapar de ser capturados. El grupo de ejércitos se disolvió, y el General Scholtz fue enviado a Rumania a organizar la defensa ahí.
Con el fin de la guerra, Scholtz renunció al servicio militar el 24 de enero de 1919. Se retiró a la vida civil y murió ocho años más tarde a la edad de 76 años.